# محمد راشد العقروقة
محمد راشد العقروقة (1969 - 4 يناير 2001)، ممثل كويتي. وهو شقيق الممثل ولد الديرة، بدأ بأدوار صغيرة إلى جانب شقيقه، ثم اشترك بالعديد من الأعمال المسرحية إلى جانب الفنان طارق العلي كونت له شهرة وتوفي من مرض سرطان الدم في الولايات المتحدة الأمريكية

## أعماله

### مسلسلات
- الخطر معهم ج1.
- زمان الإسكافي.

### في المسرح
- إذا طاح الجمل.
- اللي يدري يدري.
- صح لسانك.

### في الأفلام
- السيارة الخارقة هيابوزا.

### السهرات التلفزيونية
- القدر.
- عرس الغد.
- من المتهم.

## روابط خارجية
- محمد راشد العقروقة على موقع قاعدة بيانات الأفلام العربية